# A Földről készült első űrfelvételek
A Földről készült első űrfelvételek bolygónkról sorozatosan, egészen 1940-től készített fényképfelvételek, amelyek elsősége valamilyen szempontból tekinthető elsőségnek: előbb szuborbitális repülésre küldött rakétákról, majd Föld körül keringő műholdakról, majd űrhajókról, később a Föld körüli pályát elhagyó űreszközökről. A listám szereplő fényképek készítésének kiinduló pontja az ún. Kármán-vonal, annak képzeletbeli 100 km-es földfelszín feletti magassága és egészen a Naprendszer külső pereméig vezet az idővonal.

## Képek időrendi sorrendben
| Kép                                                                                               | Készítés dátuma                                              | Űrhajó vagy repülés       | Esemény |
| ------------------------------------------------------------------------------------------------- | ------------------------------------------------------------ | ------------------------- | --- |
| ·                                                                                                 | 1946. október 24.                                            | V–2                       | A Földről készült első fénykép a világűrből, amely a repülést figyelő folyamatos filmfelvétel (egy time-lapse video) egyik kockája. Csak 1950-ben publikálták Készült a V–2 Nr. 13 gyári számú példányának szuborbitális repülésén |
|                                                                                                   | 1947. március 7.                                             | V–2                       | Az első eleve földfényképezési céllal készült és elsőként nyilvánosan publikált Föld fotó a világűrből, amelyet 1947. március 25-én tettek közzé először |
|                                                                                                   | 1948. július 26.                                             | V–2                       | Az első, több képből szerkesztett széles látószögű panoráma fotó |
|                                                                                                   | 1954. október 5.                                             | Aerobee AJ10-24 RTV-N-10b | Az első színes földfotó az árből (a kép maga egy fotómozaik mivel az 117 képből állt össze, amelyeket 160 kilométeres magasságból készítettek |
|                                                                                                   | 1959. augusztus 14.                                          | Explorer–6                | Az első fénykép a Földről Föld körüli pályáról, amely a Csendes-óceán középső, napsütötte részét és annak felhőzetét mutatja a világűrből. |
|                                                                                                   | 1960                                                         | TIROS-1                   | Az első televíziós kép a Földről, ami emellett az első meteorológiai műhold által készített földfelvétel |
|                                                                                                   | 1960                                                         | CORONA                    | Az első világűrbe telepített megfigyelőrendszer képe; amelynek az első sikeres küldetése a Discoverer–14 volt 1960 augusztus 19-én, amely során egy Föld körül keringő műholdről származó filmet megtalálták |
|                                                                                                   | 1961. augusztus 6.                                           | Vosztok–2                 | Az első ember által készített fotó a Földről, az első színes és első filmfelvétel, amelyet egy űrhajós (German Tyitov – az első űrbeli fotográfus) készített |
| Dmiddeclass2senegalafrica                                                                         | 1963                                                         | KH-7 Gambit               | Az első nagy felbontású (méter alatti térbeli felbontás) műholdfelvétel (egykor titkosított). |
|                                                                                                   | 1964                                                         | Quill (műhold             | Az első radarkép a Földről az űrből, amely szintetikus apertúrájú radarral (SAR – synthetic aperture radar). a képen a virginiai Richmond egy része látható |
|                                                                                                   | 1965. március 18.                                            | Voszhod–2                 | Az első olyan kép és filmfelvétel, amelyen egy ember (Alekszej Leonov) lebeg a világűrben, a világ első űrsétája közben. [forrás?] |
| Kép külső forrásból Leonov rajza                                                                  | 1965. március 18.                                            | Voszhod–2                 | Az első rajz, ami a Földet ábrázolja és, amely a világűrben készült (készítője Alekszej Leonov, aki így az első űrben alkotó művész is lett) |
| Kép külső forrásból= NASA archívun Archiválva 2023. augusztus 28-i dátummal a Wayback Machine-ben | 1966. május 30.                                              | Molnyija–1-3              | Az első teljes földkorongot ábrázoló fénykép, amelyet a Review of Popular Astronomy július-augusztusi számában tettek közzé. |
|                                                                                                   | 1966. augusztus 23.                                          | Lunar Orbiter–1           | Az első fotó, amely egy másik égitest felszínéről (a Holdról) készült és a Földet ábrázolja, illetve az első fénykép, amelyen egyszerre szerepel a Föld és a Hold és az űrben készült |
|                                                                                                   | 1966. december 11.                                           | ATS-1                     | Az első kép amely mind a Földet, mind a Holdat ábrázolja Hold körüli keringésből. |
|                                                                                                   | 1966. december 11.                                           | ATS-1                     | Az első teljes földkorong fotó, amelyet geostacionárius keringésből készített egy műhold. |
| Video külső forrásból=Youtube/NASA                                                                | 1967. január                                                 | ATS-1                     | Az első mozgókép, amely a Földről készült emberi beavatkozás nélkül készült (éppen ellenkezőleg, mint, ahogy Tyitov készített filmet a saját repülésén |
|                                                                                                   | 1967. április 24.                                            | Surveyor–3                | Az első kép a Földről, amelyen egyszerre látszik egy napfelkelte és egy naplemente, azaz a Föld, mint égitest okoz napfogyatkozást a Hold felszínén |
|                                                                                                   | 1967. április 30.                                            | Surveyor–3                | Az első színes felvétel a Földről egy másik égitest, a Hold felszínéről |
|                                                                                                   | 1967. szeptember 20. (nyomtatásban megjelent november 10-én) | DODGE                     | Az első fekete-fehér és filterekkel színezett felvétel a Földről |
|                                                                                                   | 1967. november 10.                                           | ATS-3                     | Az első teljes valós színű földkorong fotó amelyet később címlapfotóként használtak a Whole Earth Catalog kiadványon. |
|                                                                                                   | 1968. december 21.                                           | Apollo–8                  | Az első teljes földkorong fénykép, amelyet egy ember készített az űrból (valószínűleg Bill Anders készítette) |
|                                                                                                   | 1968. december 24.                                           | Apollo–8                  | Az első fénykép, amelyet egy ember (Frank Borman) készített a Földről egy másik égitest, a Hold távolságából és környezetéből |
|                                                                                                   | 1968. december 24.                                           | Apollo–8                  | A Földfelkelte című fénykép, az első színes kép, amelyet egy ember (Bill Anders készített a Holdtól, moments after Borman's black-and-white photograph. |
|                                                                                                   | 1969. július 21.                                             | Apollo–11                 | Az Apollo-program legtöbbször reprodukált fotója Buzz Aldrinról, amely történetesen az első indirekt fénykép a Földről, amelyet egy másik égitest, a Hold felszínéről egy ember (Neil Armstrong) készített a Hold felszínén (a Föld az űrhajós aranybevonatú sisakellenzőjén tükröződik                                                     |
|                                                                                                   | 1969. július 21.                                             | Apollo–11                 | Az első közvetlen kép a Földről, amelyet a Hold felszínéről készített egy ember (AS11-40-5923). |
|                                                                                                   | 1969. november 24.                                           | Apollo–12                 | Egy fekete-fehér kép egy 18 mm-es filmről, amely a Földet úgy ábrázolja, hogy az éppen napfogyatkozást okoz a megfegyelő számára, amely így az első ember által készített Föld által keltett napfogyatkozást ábrázolja |
|                                                                                                   | 1972. december 7.                                            | Apollo–17                 | Az első fénykép a teljes megvilágítású földkorongról, amelyet egy ember (Jack Schmitt) készített (AS17-148-22725). Nem sokkal ezután, a filmtekercs következő képe lett a Kék üveggolyó címet kapott felvétel (AS17-148-22727), amely ugyanebből a perspektívából ábrázolja a Földet és később az egyik legtöbbet publikált űrfelvétel lett |
|                                                                                                   | 1973 július-szeptember                                       | Skylab–3                  | Az első felvételek egyike, amelyet ember készített a sarki fényről az űrből |
|                                                                                                   | 1977. szeptember 18.                                         | Voyager–1                 | Az első űrfelvétel, amelyen a Föld és a Hold egyszerre szerepel úgy, hogy mindkét égitest gömbje teljesen látható |
|                                                                                                   | 1990. február 14.                                            | Voyager–1                 | A Halványkék pötty című fotón a Fld nagyon távolról, a Naprendszer összes bolygójának pályáján túlról aprópontként látszik. A kép részlet a Voyager–1 űrszonda Családi portré című fotósorozatából, amely bolygórendszerként láttatja a teljes Naptrendszert                                                                                |
|                                                                                                   | 1990. december 11.                                           | Galileo                   | First movie of a full rotation of Earth. |
| Kép külső forrásból = Collectspace                                                                | 1999. augusztus 11.                                          | Mir EO-27 (Perseus)       | Az első olyan űrből készült felvétel, amely a Földet úgy ábrázolja, hogy éppen a Hold árnyéka vetődik rá egy teljes napfogyatkozás alkalmával (a képet Jean-Pierre Haigneré készítette). |
| Kép külső forrásból = Ikonos                                                                      | 1999. október 13.                                            | IKONOS                    | Az első kereskedelmi célú – nem kémműholkd által készített, titkosított – nagyfelbontású (méter alatti) műholdfelvétel, amelyet a The New York Times címlapján is közzé tettek |
|                                                                                                   | 2003. május 8. 13:00 UTC                                     | Mars Global Surveyor      | Az első fénykép amely a Földet és a Holdat egyszerre ábrázolja, Mars körüli keringésból (a képen Dél-Amerika vehető ki a Föld felszínén |
|                                                                                                   | 2004. március 11.                                            | Spirit Marsjáró           | Az első fénykép a Földről, amely a Holdtól különböző első égitest, a Mars felszínéről készült |
|                                                                                                   | 2006. július 27.                                             | Cassini–Huygens           | A Halványkék földgolyó című kép az első fénykép a Földről egy gázóriástól, a Szaturnusztól (és mindössze a második kép a Naprendszer külső részéből). |